# Andreana Družina

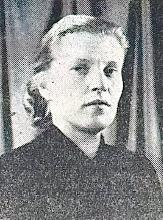
Andreana Družina-Olga

Andreana (Olga) Družina (* 26. Januar 1920 in Triest; † 7. März 2021 in Logatec) war eine jugoslawische Widerstandskämpferin während des Zweiten Weltkriegs. Sie wirkte auch als sozialpolitische Aktivistin in der Sozialistischen Republik Slowenien und wurde später als Nationalheldin Jugoslawiens anerkannt. Ihre Lebensgeschichte und ihr Beitrag zur Freiheitsbewegung haben historische Bedeutung erlangt.

## Biografie
Sie wurde 1920 in Triest geboren und absolvierte drei Grundschuljahre in Boršt, einem nahegelegenen Ort. Ihr Vater Gabrijel musste aufgrund seiner antifaschistischen Aktivitäten 1929 nach Jugoslawien emigrieren, wohin seine Ehefrau ein Jahr später mit ihren vier kleinen Kindern folgte. Die Familie ließ sich in Ljubljana nieder, wo Andreana die Grundschule, zwei Jahre der Mittelschule und ein Jahr einer Handelsschule abschloss. Im Jahr 1936 zog die Familie nach Sušak und Ende des Jahres nach Kustošija in der Nähe von Zagreb. Dort erlernte Andreana bei ihrem Vater das Schneiderhandwerk, schloss das zweite Jahr der Handelsschule ab und bestand die Gehilfenprüfung. Sie war Mitglied des Turnvereins „Soko“. In Ljubljana engagierte sie sich in der Gesangs- und Schauspielabteilung des Emigrantenvereins „Tabor“, während sie in Zagreb im Slowenischen Verein und seiner Schauspielgruppe sowie im Verein der Grafiker aktiv war. In der Werkstatt ihres Vaters trafen sich Kommunisten, für die sie Nachrichten übermittelte und Wache hielt, wenn Treffen stattfanden.

## Nationaler Befreiungskampf
Während der nationalen Befreiungsbewegung in Jugoslawien zu Beginn der Besatzung wurde sie von den Kommunisten in eine Jugendgruppe aufgenommen. Diese Gruppe verteilte Flugblätter gegen die Ustascha und die deutschen Besatzer, sammelte Waffen und wurde Opfer von Misshandlungen durch die Ustascha-Milizen. Als sie verraten wurde, während sie Geld für die Kommunisten sammelte und jüdischen Mitbürgern half, floh sie im Januar 1942 zu ihrer Mutter nach Ljubljana.
Dort schloss sie sich den Aktivisten des Befreiungsausschusses Sloweniens an und wurde Mitglied der Kommunistischen Jugendorganisation Jugoslawiens (SKOJ). Sie absolvierte einen Kurs zur Krankenschwester und übernahm Aufgaben in der Stadt. Aufgrund ihrer Beteiligung an Aktionen der Volksbefreiungsarmee (VOS) musste sie Ljubljana im Juni 1942 verlassen und schloss sich der Ersten Einheit des Ersten Bataillons der Dolomiten-Division an.
In den Reihen der Partisanen wurde sie zur Hilfsschützin und nahm an verschiedenen Schlachten teil, darunter Kämpfe am Polohov Gradec, in Dobrova bei Ljubljana und unter dem Toško čelo. Während dieser Zeit wurde sie am 5. Juli 1942 erstmals verwundet und in ein Partisanenkrankenhaus auf dem Babna Gora geschickt, wo sie trotz ihrer eigenen Verletzungen die Pflege von Verwundeten übernahm. Nach ihrer Genesung kehrte sie zur Stoßtruppe der Dolomiten-Division zurück.
Sie nahm an weiteren Schlachten teil, darunter Angriffe auf königstreue Stellungen in den Dolomiten und Zusammenstöße mit italienischen Einheiten. Am 8. September 1942 wurde sie beim Angriff auf eine italienische Stellung in Log schwer verwundet und erlitt Verletzungen am Hals und an beiden Beinen. Nach ihrer erneuten Genesung schloss sie sich wieder den Partisanen an und beteiligte sich an weiteren Kämpfen, bei denen sie mehrmals verwundet wurde. Ihre Tapferkeit und ihr unermüdlicher Einsatz führten dazu, dass sie im Februar 1943 in die Kommunistische Partei Sloweniens aufgenommen wurde.
Ab Januar 1944 arbeitete sie als Sekretärin und politische Kommissarin im Slowenischen Zentralen Partisanenkrankenhaus auf der Planina. Nach ihrer Ausbildung zum Geheimdienstoffizier wurde sie in verschiedenen Funktionen im Geheimdienst tätig und erlangte den Rang eines Leutnants. Ihre vielfältigen Aktivitäten führten dazu, dass sie schließlich für den Volksbefreiungssicherheitsdienst (OZN) in Slowenien arbeitete. Ihr Lebensweg und ihr Beitrag zur nationalen Befreiungsbewegung haben historische Bedeutung erlangt.

## Karriere nach dem Krieg
Nach dem Krieg blieb sie bis zu ihrer Pensionierung im Jahr 1964 bei der UDB für Slowenien tätig. Seit der Gründung des Verbands der Kämpfer des Volksbefreiungskampfes (NOB) war sie aktives Mitglied des örtlichen Ausschusses in Ljubljana-Zentrum. Bis 1962 war sie Mitglied des Bezirksausschusses des NOB in Ljubljana, und von 1956 bis 1960 war sie Mitglied des Hauptausschusses des NOB in Jugoslawien.
Nach der Befreiung leitete sie die Organisation der Kommunistischen Partei in der OZN (Volksbefreiungssicherheitsdienst) in Koper. Sie war Sekretärin des Komitees der Sozialistischen Kulturvereinigung Sloweniens (SKS) in der UDB für Slowenien und arbeitete in der Kontrollmission des Stadtverbandes der SKS in Ljubljana. Sie hatte den Rang eines Reservekapitäns I. Klasse der Jugoslawischen Volksarmee (JNA) inne und war Mitglied des Rates der Republik der Sozialistischen Republik Slowenien.
Sie wurde mit der Partisanenmedaille von 1941 und mehreren jugoslawischen Auszeichnungen geehrt. Am 22. Juli 1953 erhielt sie den Orden des Volkshelden.
Am 7. März 2021 verstarb sie im Altersheim in Logatec im Alter von 101 Jahren. Sie war die letzte lebende weibliche Volkskriegsheldin auf dem Gebiet des ehemaligen Jugoslawien und der letzte Volkskriegsheld Jugoslawiens aus Slowenien.